# شارلوت گرانت
شارلوت گرانت (انگلیسی: Charlotte Grant؛ زادهٔ ۲۰ سپتامبر ۲۰۰۱) بازیکن فوتبال اهل استرالیا است.
وی همچنین در تیم‌های ملی فوتبال Australia women's national under-20 soccer team و زنان استرالیا بازی کرده‌است.